# اسکات مک‌نیل
اسکات مک‌نیل (به انگلیسی: Scott McNeil) بازیگر (زاده ۱۵ سپتامبر ۱۹۶۲) استرالیایی-کانادایی است.
از فیلم‌های معروف او می‌توان به بازی در فیلم اسکوبی-دو ۲ اشاره کرد.